# Маршо-Шодфонтен
Маршо-Шодфонтен (фр. Marchaux-Chaudefontaine) — муніципалітет у Франції, у регіоні Бургундія-Франш-Конте, департамент Ду. Маршо-Шодфонтен утворено 1-1-2018 шляхом злиття муніципалітетів Шодфонтен i Маршо. Адміністративним центром муніципалітету є Маршо. Населення — 1446 осіб (01.01.2021).